# Hippelates leprae
Hippelates leprae är en tvåvingeart som först beskrevs av Carl von Linné 1758.  Hippelates leprae ingår i släktet Hippelates och familjen fritflugor. Inga underarter finns listade i Catalogue of Life.